# Ghiacciaio dell'Allalin

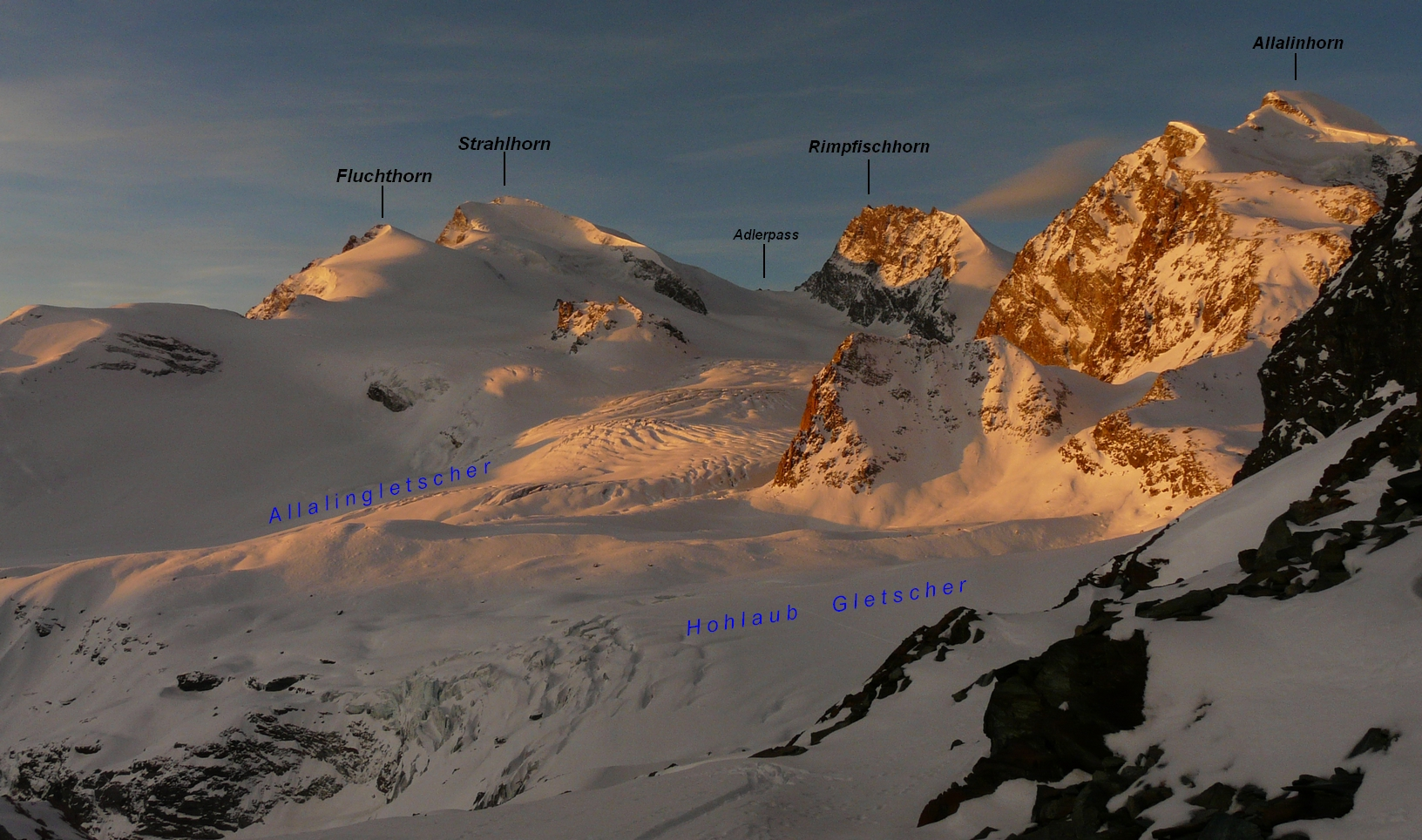
Visione dalla Britanniahütte con vista sulla parte alta del ghiacciaio.

Il ghiacciaio dell'Allalin (in tedesco Allalingletscher) si trova in Svizzera nel canton Vallese. Si trova ad ovest del lago Mattmark nella valle Saastal. Misura 6,3 chilometri di lunghezza e raggiunge una larghezza di 1,5 chilometri. La sua superficie è di circa 9.3 km².

## Descrizione

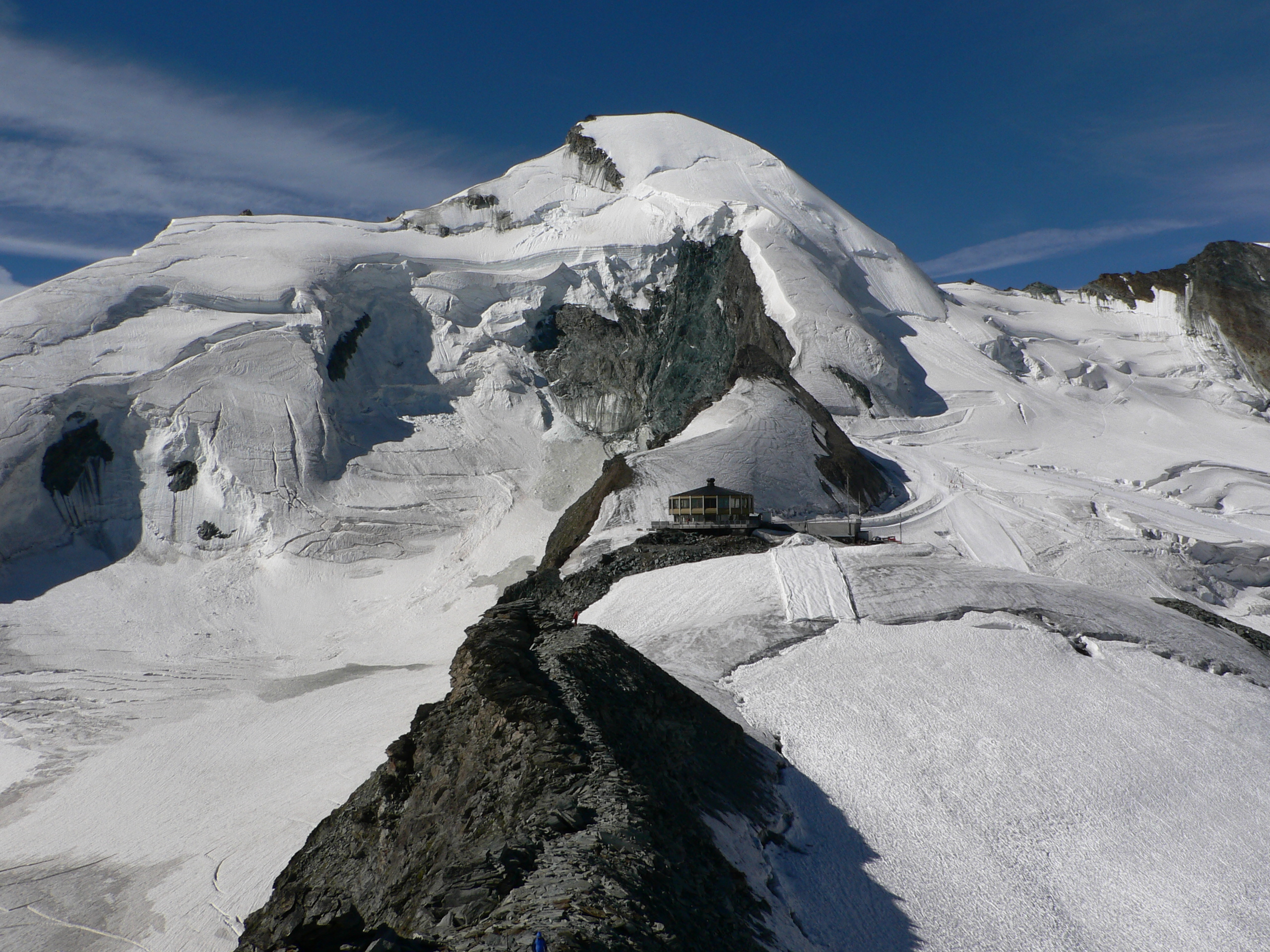
Il monte Allalinhorn con a sinistra il nevaio all'origine del ghiacciaio dell'Hohlaub.

Il ghiacciaio è alimentato dai nevai arroccati sul versante sud del Strahlhorn (4.190 m). Inizia con una discesa sull'asse nord-est prima di svoltare verso est, essendo la sua discesa verso nord bloccata dal monte Allalinhorn (4.027 m). Ad ovest il ghiacciaio dell'Allalin è collegato al ghiacciaio di Mellich attraverso il passo Allalin (Allalinpass) (3.564 m). La lingua del ghiacciaio termina ad ovest della diga del lago Mattmark ad una altezza di circa 2.750 m (estate 2007).
Dal ghiacciaio nasce il torrente Saaser Vispa che percorre la Saastal prima di terminare nel Rodano.

## Variazioni frontali recenti
A partire dal 1988 il ghiacciaio è regredito di circa un chilometro.

Evoluzione del ghiacciaio in metri (1881-2002).
In verde, le differenze di lunghezza cumulative. In rosso, le variazioni di lunghezza annuali.

## Disgrazia del Mattmark
Il 30 agosto del 1965 alle ore 16:30 una parte importante del ghiacciaio dell'Allalin, pari a un fronte di 1 km e a un volume di 2 milioni di metri cubi tra ghiaccio e detriti, si staccò in blocco dal corpo principale e scivolò giù nel lago Mattmark a quota 2.100 metri, seppellendo sotto una coltre di ghiaccio spessa decine di metri un intero cantiere di operai; perirono 88 lavoratori, di cui 56 salariati stagionali italiani (quasi tutti veneti o meridionali), che stavano ultimando la costruzione della diga di contenimento del lago. Al crollo di quel pezzo di ghiacciaio sopravvissero solo 5 persone mentre la diga, grazie a uno sperone roccioso che frenò la valanga, non subì grossi danni.